# 湖北省历史文化街区
湖北省已公布一批历史文化街区，全省共有41处街区被列入。
- 第一批（2020年2月7日公布，共41个）[1]

## 分市名单

### 武汉市
- “八七”会址历史文化街区（1）
- 青岛路历史文化街区（1）
- 一元路历史文化街区（1）
- 昙华林历史文化街区（1）

### 襄阳市
- 陈老巷历史文化街区（1）
- 东津十字街历史文化街区（1）
- 太平店老街历史文化街区（1）

### 荆州市
- 三义街-得胜街历史文化街区（1）
- 古城南门历史文化街区（1）
- 胜利街西段历史文化街区（1）
- 中山路-崇文街历史文化街区（1）
- 沙市洋码头历史文化街区（1）

### 随州市
- 草甸子街历史文化街区（1）
- 淅河老街历史文化街区（1）
- 安居老街历史文化街区（1）

### 荆门市
- 民主街历史文化街区（1）
- 南门历史文化街区（1）

#### 钟祥市
- 县门坡历史文化街区（1）
- 石牌古街历史文化街区（1）

### 黄石市
- 华新水泥旧址历史文化街区（1）
- 汉冶萍煤铁厂矿旧址历史文化街区（1）
- 大冶钢厂苏式建筑群历史文化街区（1）
- 大冶有色办公和生活区历史文化街区（1）
- 大冶铁矿厂矿山二路宿舍历史文化街区（1）
- 大冶铁矿厂光明里宿舍历史文化街区（1）

### 宜昌市
- 红星路-二马路历史文化街区（1）
- 织布街历史文化街区（1）

#### 当阳市
- 淯溪镇下街历史文化街区（1）
- 河溶镇沿河街历史文化街区（1）

#### 宜都市
- 桥河历史文化街区（1）
- 燕子岩历史文化街区（1）

#### 枝江市
- 董市老正街历史文化街区（1）

### 黄冈市
- 东坡赤壁历史文化街区（1）
- 文庙历史文化街区（1）

### 孝感市

#### 应城市
- 白布街历史文化街区（1）

### 咸宁市

#### 赤壁市
- 蒲圻老街历史文化街区（1）
- 蒲纺历史文化街区（生活区）（1）
- 蒲纺历史文化街区（办公区）（1）

### 恩施土家族苗族自治州

#### 恩施市
- 西后街历史文化街区（1）
- 城乡街历史文化街区（1）
- 和平街历史文化街区（1）